# ارتفاع خودرو

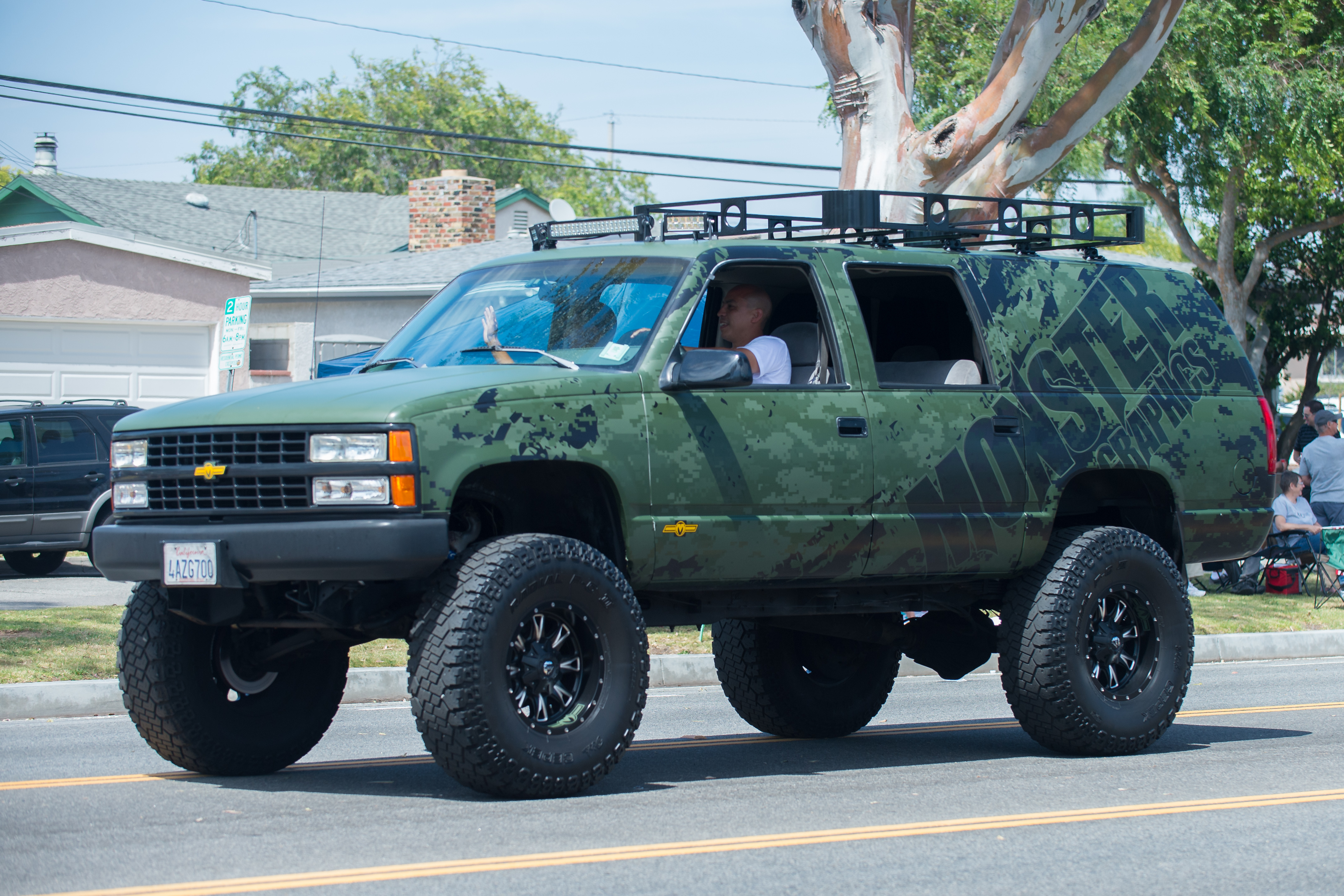
ارتفاع خودرو در بین مدل‌های گوناگون خودرو متفاوت است. خودروهای آفرود و نظامی، ارتفاع بلندتری نسبت به خودروهای شهری و اسپورت دارند‌.

ارتفاع خودرو (انگلیسی: Ride height) به میزان فضای میان کف تایر و کم‌ارتفاع‌ترین نقطهٔ یک خودرو (معمولاً محورهای آن) گفته می‌شود. به‌طور ساده‌تر، کمترین فاصلهٔ یک سطح صاف و مسطح با پایین‌ترین قطعهٔ یک وسیلهٔ نقلیه، به‌جز قطعاتی که برای تماس با سطح زمین طراحی شده‌اند (مانند تایرها، تیغه‌ها و امثال آن‌ها)، مشخص کنندهٔ ارتفاع یک وسیلهٔ نقلیه است. ارتفاع یک خودرو همراه با تجهیزات استاندارد، و برای خودروهای سواری معمولاً بدون بار و سرنشین خودرو اندازه‌گیری می‌شود.